# Спиридово (Московская область)
Спиридово — деревня в Дмитровском районе Московской области, в составе городского поселения Дмитров. Население — 16 чел. (2010). До 2006 года Спиридово входило в состав Настасьинского сельского округа.

## Расположение
Деревня расположена в центральной части района, примерно в 3 км западнее Дмитрова, у системы мелиорированных каналов поймы по левому берегу Яхромы, высота центра над уровнем моря 150 м. Ближайшие населённые пункты — Кончинино на западе и Малые Дубровки на юго-западе. У юго-восточной окраины деревни находится развязка автодорог: А108 (Московское большое кольцо) и А104 (Москва — Дубна).

## Население
| 2002 | 2006 | 2010 |
| ---- | ---- | ---- |
| 19   | ↘12  | ↗16  |